# Bouwplaat

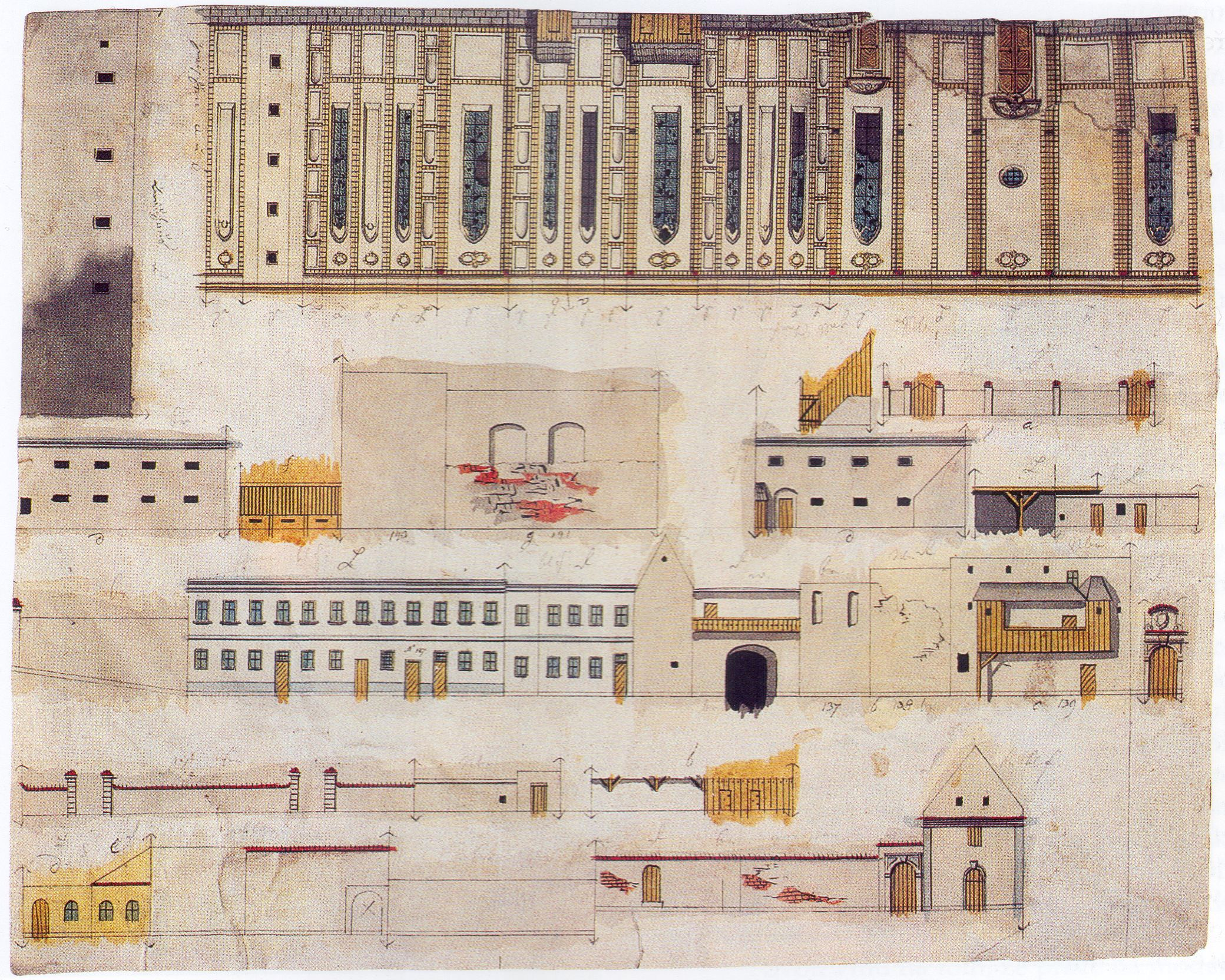
Onvoltooide bouwplaat van het Strahovklooster te Praag, gemaakt door Antonín Langweil

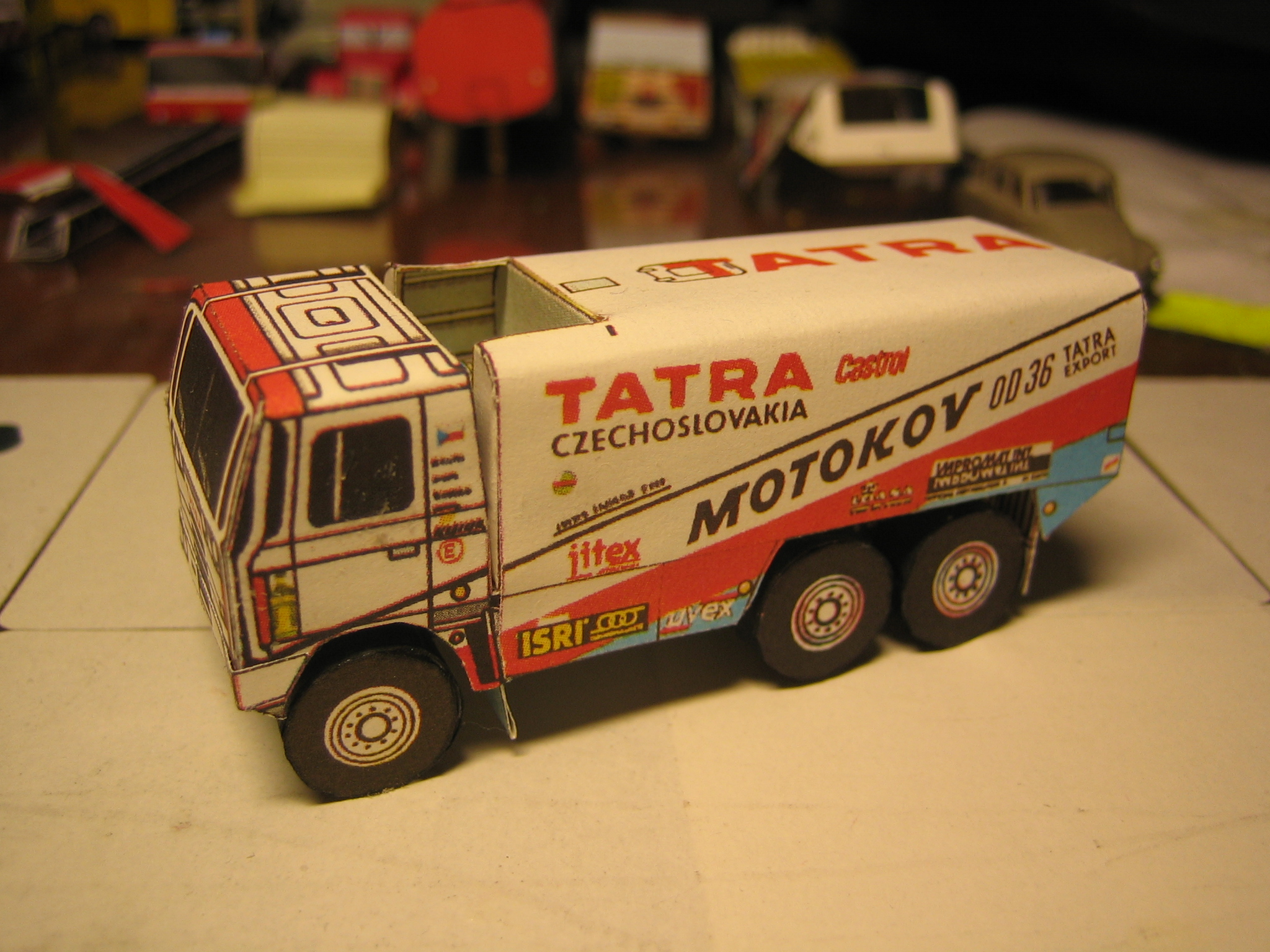

Een bouwplaat is een stuk papier of karton dat een bouwtekening bevat voor een 3D-schaalmodel. De bouwtekening bevat vouwlijnen en plakranden.
Het model wordt uit het karton gesneden of geknipt, vervolgens gevouwen en in elkaar geplakt. 